# Albertina Berkenbrock
Albertina Berkenbrock (Imaruí, 11 de abril de 1919 - Imaruí, 15 de junio de 1931) fue una niña, mártir y laica católica brasileña de ascendencia alemana. 
Se destacó por su fe en Cristo, la Virgen María y la Eucaristía, como así también por su heroica defensa de su pureza virginal. Al igual que Santa María Goretti, Albertina fue acosada por un campesino borracho que la quiso violar. Al oponer resistencia, él extrajo una navaja y le cortó la garganta, causándole la muerte en el acto. Tenía 12 años. Su muerte conmovió a toda la nación brasileña. Su proceso de beatificación empezó en el año 2000 y fue declarada Venerable por el Papa Benedicto XVI en 2007; fue beatificada el 20 de octubre de 2007 por el Papa Benedicto XVI.

## Vida y asesinato
Nació en Imaruí, Brasil como una de los nueve hijos de un matrimonio de campesinos devotos de ascendencia alemana.  Los abuelos habían emigrado desde Schöppingen a Brasil con sus hijos. Berkenbrock ayudaba en las labores de la granja mientras enseñaba el catecismo a otros niños, y asistía a misa con frecuencia. Cuando el 16 de agosto de 1928 recibió la primera comunión, dijo que había sido el acontecimiento más hermoso de toda su vida. Sus maestros elogiaron su moral y carácter generoso y que nunca tomó represalias contra quienes la molestaban o insultaban, como sí hacían sus hermanos. 
Maneco Palhoça, uno de los peones de su padre, intentó violarla el 15 de junio de 1931. Berckenbrock buscaba un buey que se había escapado y se encontró con Maneco, que estaba cargando frijoles en un carro; ella le preguntó si lo había visto y Maneco le señaló una dirección equivocada, hacia una zona boscosa donde podría atacarla. La niña siguió sus instrucciones y cuando escuchó el crujido de las ramas se giró creyendo que era el buey, quedando petrificada al ver a Maneco detrás de ella.  Berkenbrock se defendió fuertemente, y viendo que fracasaría y ella lo acusaría, Maneco le tiró del pelo hacia atrás y la degolló. Pronto se sospechó de él y fue arrestado. Confesó el crimen, así como dos asesinatos anteriores. Fue juzgado y condenado a cadena perpetua.